# Kalendarium historii Małogoszcza

Herb Małogoszcza nadany w 1408 r. przez króla Władysława Jagiełłę.

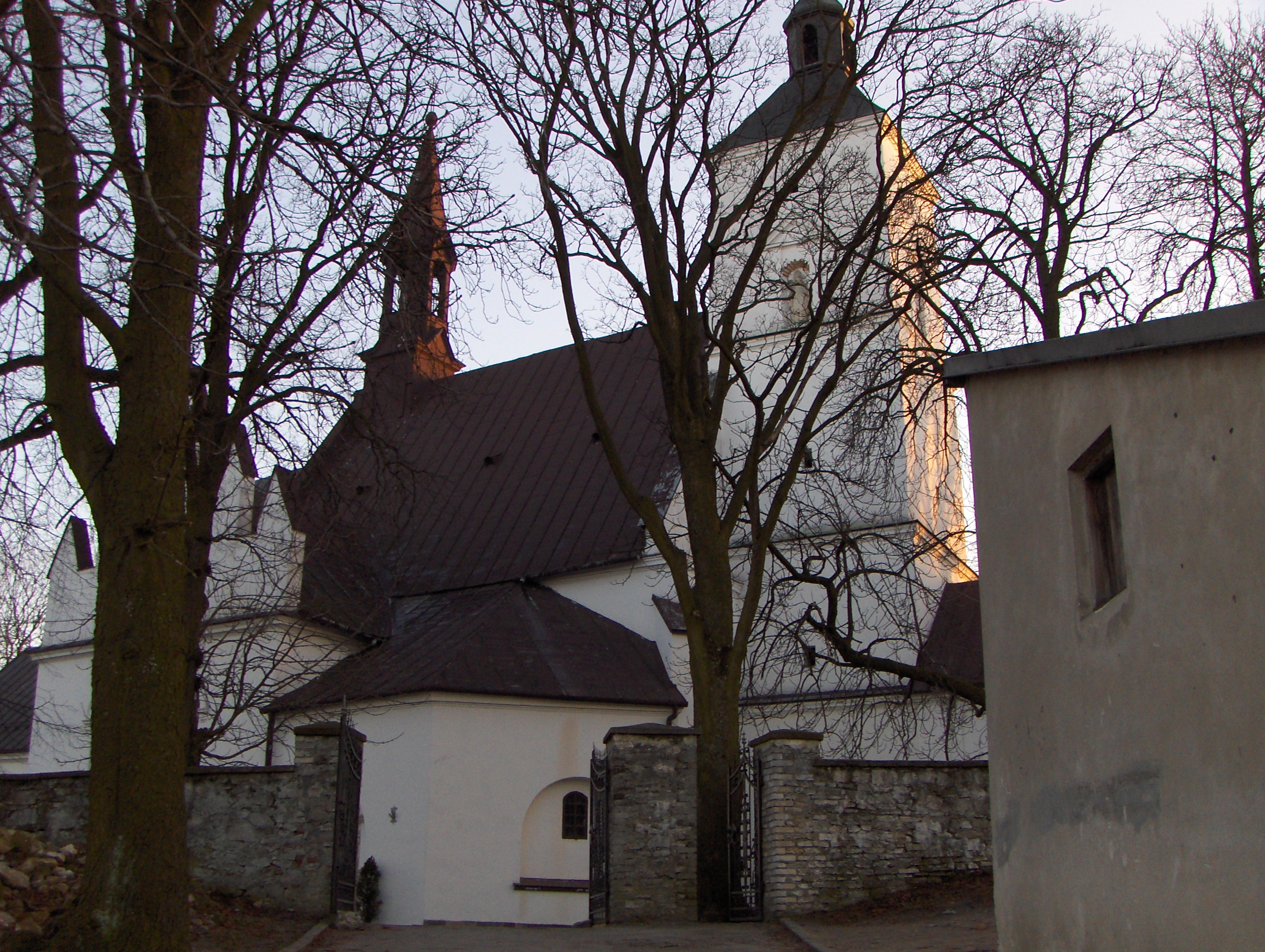
Kościół Wniebowzięcia NMP w Małogoszczu.

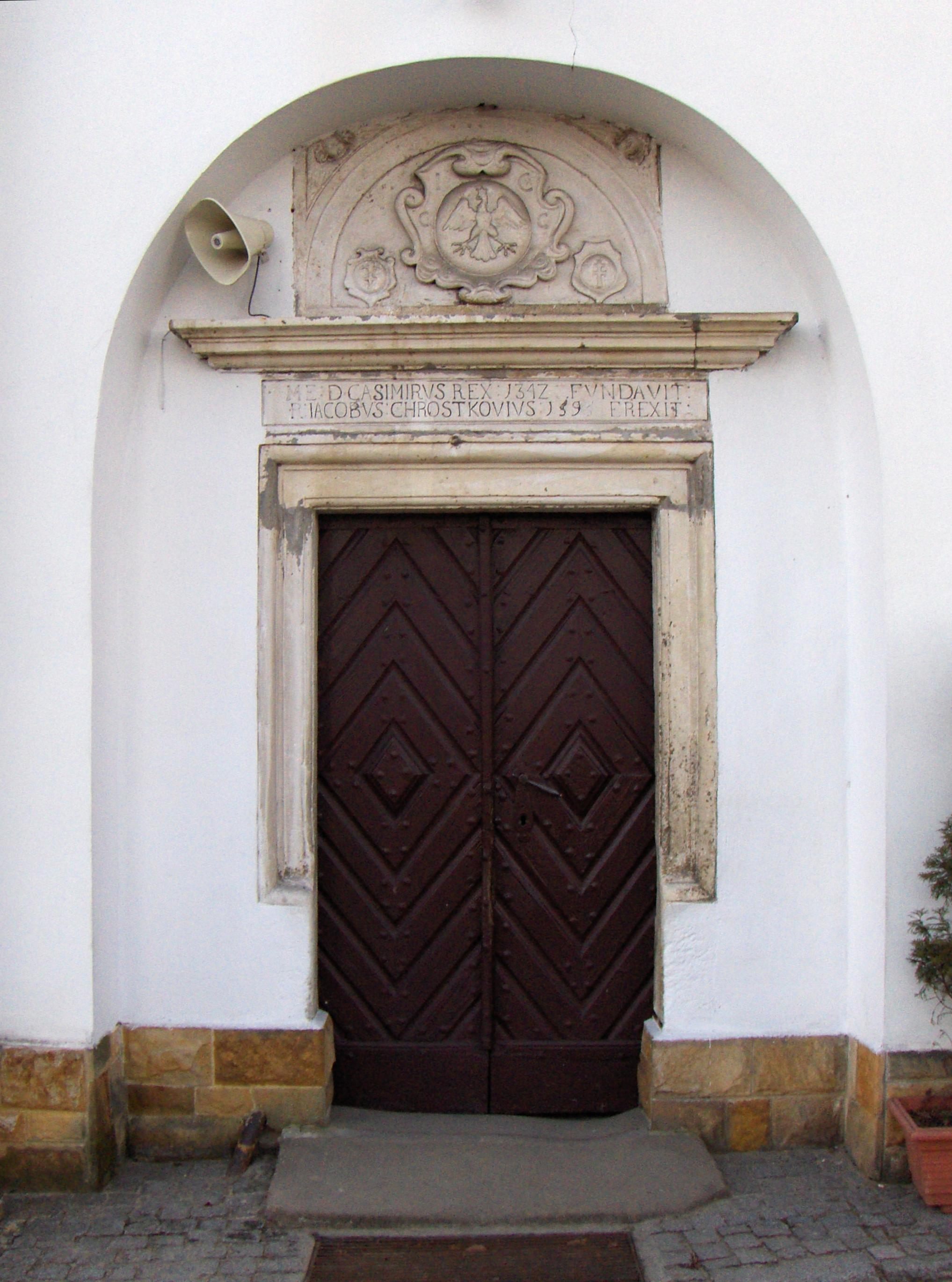
Drzwi wejściowe do kruchty kościoła Wniebowzięcia NMP w Małogoszczu. Nad nimi napis: M.E: D. Casimirus rex 1342 : FUNDAVIT, R. JACOBUS CHROSTKOVIUS 1595 : EREXIT.

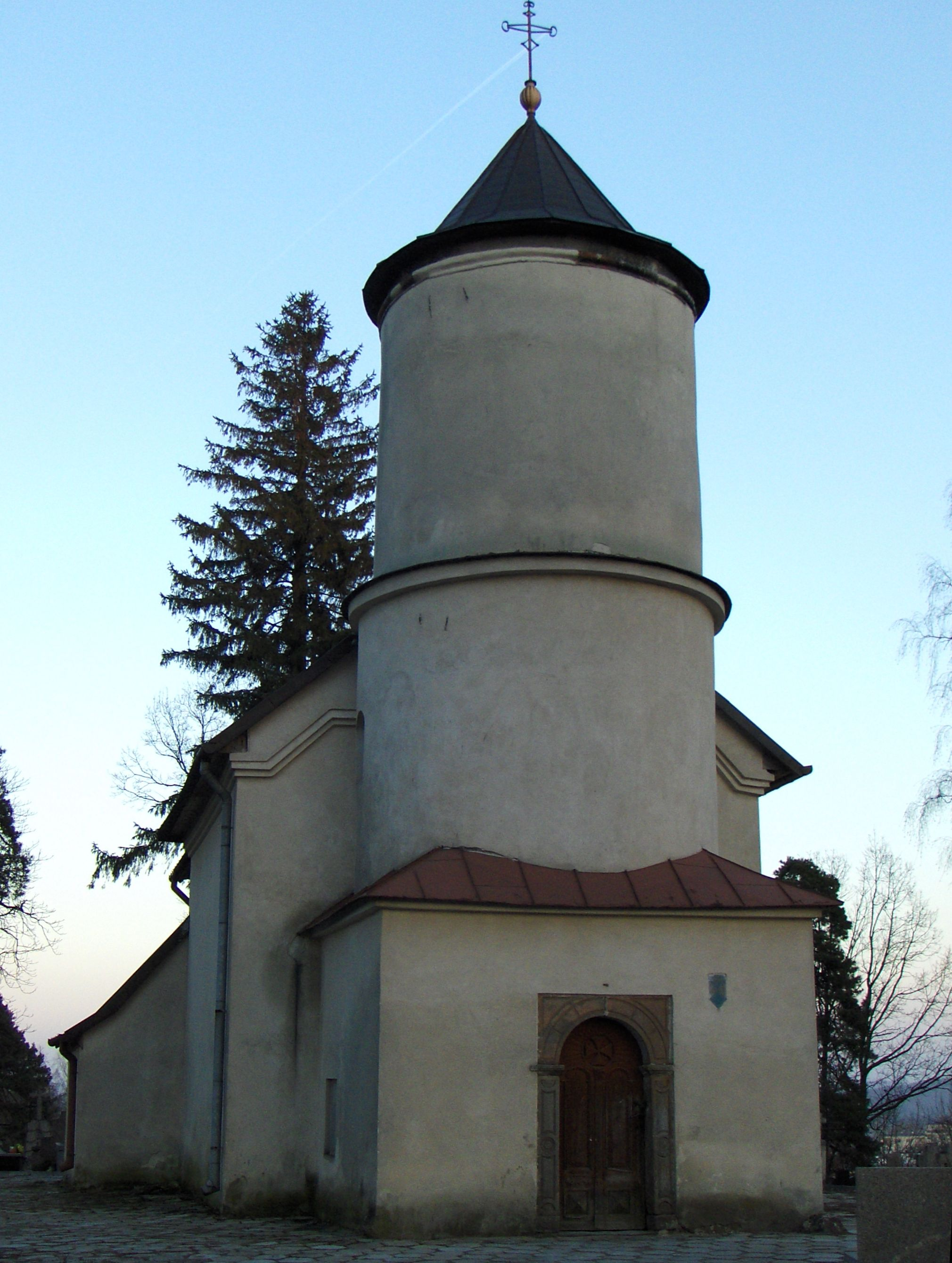
Kościół św. Stanisława w Małogoszczu, obecnie kaplica cmentarna.

## Dzieje najstarsze
- X w. – strażnica na południowej granicy państwa Mieszka I.
- XII – XIV w. – wczesnośredniowieczny gród kasztelański na pograniczu Wielkopolski i Małopolski; wymieniony po raz pierwszy w bulli gnieźnieńskiej pod nazwą Malogost (1136).
- 1139 – kasztelania małogoska, po śmierci Bolesława Krzywoustego, weszła w skład oprawy wdowiej księżnej Salomei.
- 1140 – W Małogoszczu księżna Salomea zorganizowała zimą 1140 r. spotkanie z zakonnikami z Zwiefalten w pierwszym kościele małogoskim. W pierwszym kościele przechowywano cenne relikwie.
- 1259–1260 – Tatarzy spalili gród, podgrodzie na Ptaszyńcu i pierwszy kościół małogoski.
- 1260–1272 – budowa nowego grodu.
- 1273, 25 stycznia – w Małogoszczu, w dzień Bożego Narodzenia przebywała św. Kinga, ks. krakowska i sandomierska.

## I Rzeczpospolita
- 1340 – 1360 – miasto zostało otoczone murami, a w jego centrum wzniesiono ratusz.
- 1343 – z rozkazu Kazimierza Wielkiego wzniesiono drewniany kościółek pod wezwaniem św. Małgorzaty i św. Mikołaja, który przetrwał aż do XVI wieku.
- 1357 – Małogoszcz został wymieniony jako ważna miejscowość targowa.
- 1408 – miasto uzyskało przywilej potwierdzający jego prawa magdeburskie, łac. Ius municipale magdeburgense oraz prawo składu na kamienie młyńskie.
- 1419 – W Małogoszcz przebywał król Władysław Jagiełło. Króla podejmował kasztelan małogoski Grot z Jankowic h. Rawicz.
- 1497 – pierwsza źródłowa wzmianka o działalności szkoły parafialnej.
- 1512 – na dokumencie rady miejskiej Małogoszcza figuruje pieczęć – Herb Małogoszcza.
- 1540 – Małogoszcz (część królewska) liczył 68 domów, a więc około 500 mieszkańców, zaś w części proboszczowskiej 150 mieszkańców, łącznie około 650 dusz.
- 1579 – komisarze królewscy wytyczyli granicę pomiędzy gruntami miejskimi a wsią Bolmin.
- 1591 – 1595 – na miejscu dawnego drewnianego kościoła parafialnego ks. Jakub Bieda Chrostkowic buduje świątynię murowaną pw. Wniebowzięcia NMP.
- 1595 – na wzniesieniu Babinek wybudowano kościółek św. Stanisława.
- 1605–1615 – budowa szpitala „Betanii” i przyległego kościoła św. Krzyża.
- 1629 – Małogoszcz (część królewska) liczył 146 domów, do 1650 roku starostwo małogoskie jest w posiadaniu rodu Lanckorońskich, Samuela (zm. 1638) i Stanisława (zm. 1650).
- 1655 – miasto zniszczyły oddziały szwedzkie.
- 1702 – Karol XII Szwedzki nocował w Małogoszczu z 29 na 30 czerwca. Stacjonujący w Małogoszczu żołnierze zdewastowali folwark starosty w Cieślach, zabudowania w mieście i zagrody chłopskie.
- 1775 – na mocy dekretu królewskiego usunięta została z miasta ludność żydowska.
- 1778 – miasto liczyło 179 domów (część królewska).
- 1792 – w Małogoszczu gościł Zygmunt Vogel, malarz i szkicownik króla Stanisława Augusta (namalował nieistniejący dziś kościółek św. Krzyża oraz szpital dla starców i ubogich „Betanię”).
- 1794 – po bitwie pod Szczekocinami zatrzymuje się w mieście armia Tadeusza Kościuszki. Naczelnik kwaterował na plebanii, która pełniła też funkcję lazaretu (wśród rannych był Bartosz Głowacki).

## Okres rozbiorów
- 1795 – Miasto zostaje zagarnięte w III rozbiorze przez Austrię.
- 1795–1809 – Małogoszcz w granicach Galicji Zachodniej.
- 1809–1815 – Małogoszcz w granicach Księstwa Warszawskiego.
- 1815 – Małogoszcz w Królestwie Polskim (pot. Królestwo Kongresowe, ros. царство Польское).
- 1817 – Babinek staje się cmentarzem.
- 1821 – geometra Marian Potocki sporządził plan miasta Małogoszcz.
- 1822 – miasto liczyło 1009 osób.
- 1827 – rozebranie ratusza.
- 1863, 24 lutego – I Bitwa pod Małogoszczem, jedna z największych bitew powstania styczniowego. W małogoskiej plebanii mieścił się sztab generała Mariana Langiewicza
- 1863, 16 września – II Bitwa pod Małogoszczem.
- 1866 – 10 guberni Królestwa Polskiego (w tym Gubernię radomską obejmującą powiat kielecki i okręg jędrzejowski) włączono bezpośrednio do cesarstwa rosyjskiego.
- 1867 – Utworzono ponownie Gubernię kielecką. Małogoszcz w powiecie jędrzejowskim.
- 1869 – Małogoszcz zostaje pozbawiony praw miejskich.
- 1882 – powstała samodzielna gmina żydowska.
- 1904 – wielki pożar zniszczył znaczną część osady.
- 1914 – do Małogoszcza wkroczyły oddziały państw centralnych, Niemiec i Austrii. Na przełomie 1914 i 1915 roku linia frontu przebiegała w pobliżu Małogoszcza, który został doszczętnie zniszczony przez ogień artyleryjski.
- 1917 – na rynku wzniesiono pomnik Tadeusza Kościuszki.

## II Rzeczpospolita
- 1921 – osada liczyła 2198 osób.
- 1938 – w osadzie mieszkało 2440 osób, w tym około 500 Żydów.

## Okupacja niemiecka
- 1939, 5 września – oddziały Wehrmachtu wkroczyły do Małogoszcza.
- 1942, 28 sierpnia – ludność żydowska Małogoszcza została deportowana do getta w Jędrzejowie.

## PRL
- 1945, 14 stycznia – wyzwolenie Małogoszcza spod okupacji niemieckiej. Osada zajęta przez wojska radzieckie.
- 1946 – Małogoszcz liczył 1600 mieszkańców.
- 1961 – wybudowanie piętrowego budynku do potrzeb szkoły.
- 1964 – otwarcie przedszkola.
- 1971 – rozpoczęcie prac przy budowie cementowni.
- 1973 – ustanowienie gminy Małogoszcz.
- 1974 – uruchomienie Cementowni „Małogoszcz”, obecnie Lafarge Cement S.A.
- 1976 – rozpoczęcie prac przy budowie nowej szkoły.
- 1978 – powstaje klub piłkarski Wierna Małogoszcz.

## III Rzeczpospolita
- 1994 – rozpoczyna działalność Towarzystwo Przyjaciół Małogoszcza.
- 1996, 1 stycznia – Małogoszcz odzyskuje prawa miejskie.
- 2010–2012 – rewitalizacja Placu Kościuszki, przywrócenia czytelności historycznego założenia urbanistycznego rynku.